# Budgie (logiciel)
Pour les articles homonymes, voir Budgie.
Budgie est un environnement de bureau qui utilise les technologies GNOME telles que GTK. Il est développé par le projet Solus ainsi que par des contributeurs provenant de nombreuses communautés comme openSUSE Tumbleweed, Arch Linux et Ubuntu Budgie.

## Logiciels inclus
Budgie utilise :
- Mozilla Firefox comme navigateur web ;
- Thunderbird comme client de messagerie ;
- Nemo (fork de Nautilus) comme gestionnaire de fichiers ;
- LibreOffice comme suite bureautique ;
- Rhythmbox comme lecteur de musique ;
- Celluloïd (ou GNOME MPV) comme lecteur de vidéos.

## Distributions proposant Budgie
- Arch Linux
- Debian
- EndeavourOS
- Fedora Linux
- Manjaro Linux
- NixOS
- RebornOS
- Solus
- Ubuntu Budgie
- Uwuntu